# روبرتو ريوس
روبرتو ريوس (بالإسبانية: Roberto Ríos) (8 أكتوبر 1971 في إسبانيا - ) هو لاعب كرة قدم إسباني في مركز الدفاع. شارك مع منتخب إسبانيا تحت 19 سنة لكرة القدم ومنتخب إسبانيا تحت 21 سنة لكرة القدم ومنتخب إسبانيا لكرة القدم ومنتخب إقليم الباسك لكرة القدم. أما مع النوادي، فقد لعب مع أتلتيك بيلباو وريال بيتيس وريال بيتيس بي.

## وصلات خارجية
- روبرتو ريوس على موقع الاتحاد الدولي (مؤرشف)  (الإنجليزية)
- روبرتو ريوس على موقع قاعدة بيانات كرة القدم.إي يو (الإنجليزية)
- روبرتو ريوس على موقع ناشيونال فوتبول تيمز (الإنجليزية)